# Ирина Румынская
Ирина Румынская (род. 28 февраля 1953, Лозанна, Швейцария) — третья дочь бывшего короля Румынии Михая I и его супруги Анны Бурбон-Пармской. Она приходится прапрапраправнучкой королеве Виктории.

## Биография
Ирина родилась 28 февраля 1953 года. Детство Ирины прошло в Лозанне и Айот-Сент-Лоуренс.
Она получила начальное и среднее образование в Швейцарии и Великобритании. В 1973 году она уехала в Канаду по приглашению лорда и леди Гордон.  В Канаде она научилась управлять фермой, так как с детства интересовалась верховой ездой. Позже она переедет в США. Там она совершенствуется, организует скачки, учится искусству вождения кареты. Перед тем, как её жестоко призвали обратно к своим обязанностям. Она вернется в Швейцарию в 1970-е годы и на несколько лет присоединится к престижному аукционному дому Christie's.
После свержения коммунистического правительства Румынии в 1989 году, она и другие члены Королевского дома Румынии оказывали помощь пострадавшим. В конце 1997 года Ирина вместе с семьёй впервые посетила Румынию.
В декабре 2017 года, она присутствовала на отпевании её отца Михая I в Бухаресте.
На данный момент она живёт в Ирригоне, штат Орегон, США.

## Уголовное преследование
В августе 2013 года, Ирина и её муж арестованы за организацию незаконных петушиных боёв и обвинены в ведении незаконного игорного бизнеса на своем ранчо недалеко от Ирригона. Было постановлено, что на их ранчо было устроено десять петушиных боев в период между апрелем 2012 и апрель 2013 годов, который приносил до 2000 долларов в день от входных билетов, еды и напитков. В октябре 2014 года Ирина и Джон Уокер признали себя виновными в ведении незаконного игорного бизнеса и приговорены к трем годам условно. В рамках сделки о признании вины с федеральной прокуратурой пара соглашается продать недвижимость и заплатить правительству 200 000 долларов.
29 октября 2014 года, Михай I лишил Ирину титула принцессы и исключил её и её потомков из порядка престолонаследия. В 2020 году Маргарита отменила решение отца и вернула титулы принцессе Ирине.

## Брак и дети
Ирина вышла замуж  4 октября 1983 года за Джона Крюгера (род. 1945). В 1984 году состоялась религиозная церемония. На свадьбе присутствовали родители Ирины, её сестры (Маргарита, София, Мария) и бывший король Греции Константин II (1940—2023). В браке родилось двое детей: Майкл Крюгер (род. 1985) и Анжелика Крюгер (род. 1986). В 2007 году она вышла замуж за Джона Уокера (1945—2024). От этого брака детей нет. 23 января 2024 года умер второй муж Ирины, Джона Уокер.

## Титулы и обращения
- 28 февраля 1953 — 10 мая 2011: Её королевское высочество принцесса Румынии Ирина, принцесса Гогенцоллерн-Зигмаринген
- 10 мая 2011 — 29 октября 2014: Её королевское высочество принцесса Румынии Ирина
- 29 октября 2014 — 8 сентября 2020: Госпожа Ирина Уокер
- С 8 сентября 2020: Её королевское высочество принцесса Румынии Ирина